# Lella Ricci
Lella Ricci, nata Adelaide Ricci (Trieste, 1850 – Praga, 7 ottobre 1871), è stata un soprano italiano.

## Biografia
Nata in Italia con il nome di Adelaide Ricci, Lella era figlia del compositore napoletano Luigi Ricci e della cantante d'opera ceca Ludmila Stolz (1826–1910), sorella della famosa soprano Teresa Stolz, tra le cantanti favorite di Giuseppe Verdi. Suo fratellastro fu il compositore Luigi Ricci-Stolz, nato dalla relazione di suo padre con la sorella di Ludmila, Francesca.
Il talento musicale ereditato dalla famiglia della madre la portò a seguirne le orme ed ella ebbe sin dalla gioventù grandi successi soprattutto al teatro Principe Umberto di Firenze, ove fece il proprio debutto appena sedicenne dal momento che il padre era morto quando lei aveva appena nove anni e le finanze della famiglia si assottigliavano. Emilio Usiglio compose per lei l'opera La scommessa (la prima rappresentazione si tenne a Firenze il 6 luglio 1870). All'età di 21 anni Lella Ricci venne invitata a Praga ospite di Bedřich Smetana per cantare l'opera comica Crispino e la comare composta dal di lei padre. Mentre si trovava a Praga Lella rimase incinta (forse dello stesso Smetana) ma per mantenere solida la propria carriera ella decise di abortire, anche se questa scelta le fu fatale in quanto morì di un'emorragia interna. Venne sepolta al cimitero di Olšany.